# Atovaquona
Atovaquona é um composto químico pertencente à classe das naftoquinonas, usado na forma de medicamento no tratamento ou prevenção de casos moderados de pneumocistose, toxoplasmose, malária (em combinação com proguanil), embora se tenham verificado casos de resistência, e de babesia (geralmente combinada com azitromicina).